# La Jamais Contente
La Jamais Contente (pol. zawsze niezadowolona) – pierwszy na świecie pojazd, który pokonał barierę 100 km/h. Był samochodem elektrycznym w kształcie torpedy wykonanej z lekkiego stopu. Pojazd znajduje się w tej chwili w Narodowym Muzeum Samochodów i Turystyki w Compiègne.
Rekord prędkości 105,882 km/h, zgodnie z różnymi źródłami, ustanowiono 29 kwietnia lub 1 maja 1899 roku w Achères koło Paryża. Pojazd posiadał dwa silniki Postel-Vinay o mocy 25 kW każdy, które zasilane były z pakietu akumulatorów kwasowo-ołowiowych o napięciu około 200 V. Rezultat nie został pobity przez żaden inny pojazd przez kolejne 3 lata.
Kierowcą był Belg Camille Jenatzy, syn Constanta Jenatzy'ego, producenta gumowych opon, które były nowością. Camille studiował inżynierię, interesował się samochodami z napędem elektrycznym. Jenatzy osiągnął prędkość 105,882 km/h, czym poprawił dotychczasowy rekord prędkości na lądzie (92,78 km/h z 4 marca 1899) należący do Gastona de Chasseloup-Laubata, z którym Jenatzy kilkukrotnie rywalizował. Wcześniej w tym samym roku Jenatzy ustanowił także rekordy 66,66 km/h i 80,35 km/h.